# Mounir Erramach
Mounir Erramach (en arabe : منير الرماش), né en 1973 ou 1974 à Ceuta (Espagne), est un ancien baron de la drogue maroco-espagnol.

## Biographie
Mounir Erramach est né en 1973 ou 1974 à Ceuta et possède la double nationalité maroco-espagnole. Il déménage avec sa mère dans la ville de Tétouan, au nord du Maroc, et se lance dans la contrebande de tabac — ce qui lui vaut d'être condamné à trois reprises entre 1994 et 1997 — puis dans le trafic de haschich avant d'être à la tête d'un réseau d'exportation de cannabis et de cocaïne depuis Nord-Ouest Maroc vers l'Europe.
En août 2002, il fait l'objet d'une première arrestation en lien avec ses activités de narcotrafiquant mais réussit à « acheter » sa liberté pour 20 millions de dirhams marocains (soit 1,9 million d'euros).

## Arrestation et condamnation
Dans la nuit du 3 au 4 août 2003, un règlement de comptes entre trafiquants de drogue — à base de coups de sabre et de battes de baseball — éclate dans le complexe de Kabila à Tétouan, aux abords de la résidence de vacances du roi du Maroc, Mohammed VI. Plusieurs trafiquants, dont Mounir Erramach, sont par la suite arrêtés par la police et celui-ci donne les noms de nombreux complices ainsi que de deux hauts fonctionnaires marocains qui l'auraient protégé. Le 26 mai 2004, Mounir Erramach est condamné à 20 ans de prison ferme et à une amende de 3 372 360 000 dirhams marocains (soit 307 559 232 euros) par la Cour d'appel de Tétouan,, au terme d'un procès qui a révélé les implications de nombreux cadres de la gendarmerie royale, de l'armée royale et de la DGSN dans le narcotrafic de haschich et de cocaïne. Il est incarcéré à la prison centrale de Kénitra.
En septembre 2006, Mounir Erramach et Mohamed Taïeb Ahmed « el-Ouazzani », autre baron de la drogue marocain incarcéré à la prison de Salé, indiquent à la DST que le véritable parrain du narcotrafic dans le Rif ne serait d'autre que Mohamed El Kharaz de Ksar Sghir, arrêté quelques jours auparavant.
Constamment incarcéré à la prison de Kénitra, le détenu qui s'est découvert une passion pour l’entretien de plantes vertes est libéré le 15 août 2024.